# 울산항
울산항(蔚山港)은 울산광역시에 위치한 제1종 공업항구이다.
항내수면은 1,100만m2이다.

## 역사
1963년 9월 25일에 개항장으로 지정된 이래 1975년에는 온산항 및 미포항을 항계에 포함해 항세가 크게 확장되었다. 게다가 국내 주요공업단지인 울산공업단지가 조성됨에 따라 원자재 및 제품 수송을 위한 항만시설의 확충이 시급히 필요하게 되자 대대적인 공업항의 건설이 시작되어 울산항과 온산항은 중화학공업의 지원항만으로 급성장하였다. 미포항은 제2차 경제개발 3개년 계획 기간중 조선수출을 위한 100만 톤 급의 대단위 조선소 시설을 건설하고자 정부의 지원사업으로 방파제 930m와 부대시설 1식을 축조한 것이다. 따라서 미포 공업항에는 일반 선박의 출입이 거의 없고 조선소의 소요 원자재 등 해상화물 수송선이 입출항하는 실정이다.